# Karen Briggs
Karen Valerie Briggs, po mężu Inman (ur. 11 kwietnia 1963 w Kingston upon Hull) – brytyjska judoczka. 

## Kariera sportowa
Olimpijka z Barcelony 1992, gdzie zajęła piąte miejsce w kategorii 48 kg. Pięciokrotna medalistka mistrzostw świata, wygrała zawody w 1982, 1984, 1986 i 1989. Zdobyła dwnaście medali na mistrzostwach Europy w tym pięć razy stanęła indywidualnie na najwyższym stopniu podium, w 1982, 1983, 1984, 1986 i 1987 roku. Triumfatorka igrzysk Wspólnoty Narodów w 1986 i 1990, gdzie reprezentowała Anglię.
- Turniej w Barcelonie 1992

Wygrała z Brigittą Lastrade z Kanady, Chiszigbatyn Erdenet-Od z Mongolii i Yolandą Soler z Hiszpanii, a przegrała z Ryōko Tamurą z Japonii i Hülyą Şenyurt z Turcji.